# رونالد سوكنيك
رونالد سوكنيك (بالإنجليزية: Ronald Sukenick)‏‏ (14 يوليو 1932 في بروكلين - 22 يوليو 2004 في نيويورك)؛ روائي من الولايات المتحدة.

## الجوائز
- زمالة غوغنهايم
- الجوائز الأميركية للكتاب